# Awa Coulibaly
Awa Gianna Coulibaly (Bamako, 6 marzo 1987) è una rugbista a 15 e dirigente sportiva italiana di origine maliana, pilone e consigliera d'amministrazione del Rennes nel campionato francese.

## Biografia
Nata a Bamako, capitale del Mali, da padre architetto e madre arredatrice d'interni, ma cresciuta sin da quando aveva tre anni in Italia a Chieri, dove compì gli studi liceali, Coulibaly praticò diversi sport a scuola prima di dedicarsi al rugby, disciplina nella quale iniziò nella sua cittadina prima di praticarlo a livello di club a Biella.
Nel 2007 fu nella neonata formazione dell'Orso, nata per distacco dal Biella, nel quale rientrò due anni dopo, e successivamente passò al Monza.
Dopo un rodaggio internazionale nella formazione "A" italiana al campionato europeo 2012 a Rovereto, Coulibaly debuttò in nazionale maggiore il 18 novembre di quello stesso anno a Roma in un test match contro gli Stati Uniti e prese parte al successivo Sei Nazioni.
Nel 2013 fece parte del primo gruppo di giocatrici italiane che si trasferirono in Francia per fare esperienza di maggior livello; fu ingaggiata dal Rennes, club che sfruttò anche la sua laurea in economia e direzione aziendale conseguita a Torino cooptandola nel consiglio d'amministrazione.